# Cabourg
Cabourg é uma comuna francesa na região administrativa da Normandia, no departamento Calvados. Estende-se por uma área de 5,54 km². Em 2010 a comuna tinha 3 635 habitantes (densidade: 656,1 hab./km²).